# Forcipomyia testudo
Forcipomyia testudo är en tvåvingeart som beskrevs av Debenham 1987. Forcipomyia testudo ingår i släktet Forcipomyia och familjen svidknott. Inga underarter finns listade i Catalogue of Life.